# Аврутин, Анатолий Юрьевич
Анато́лий Ю́рьевич Авру́тин (род. 3 июля 1948, Минск) — белорусский поэт, переводчик, публицист, литературный критик, прозаик, редактор. Обладатель "Золотого Витязя " в жанре поэзии. Лауреат Национальной литературной премии Беларуси и Большой литературной премии России, международной Лермонтовской премии (2025), премии имени Марины Цветаевой от министерства культуры Татарстана, премий журналов "Москва", "Наш современник", "Молодая Гвардия", премий "Литературный европеец" (Германия), им. Анны Ахматовой, им.Евгения Евтушенко и "Славянские объятия" (все—Болгария) и др. Награждён орденом и медалью Франциска Скорины, а также высшей наградой Союза писателей России—знаком "За заслуги в литературе" и наградой Патриарха Московского и Всея Руси—Знаком "За вклад в развитие русской литературы". Отмечен также одной из высших наград Белорусского Экзархата Русской православной Церкви, орденом Преподобной Евфросиньи Полоцкой. Член Союза писателей Беларуси с 1993 года. Член Союза писателей России. Почётный член Союза русскоязычных писателей Болгарии, член Всеармянского Союза писателей.  Действительный член Международной славянской литературно-художественной Академии (Варна, Болгария) и Академии российской литературы (Москва).  Член-корреспондент Российской Академии поэзии и Петровской Академии наук и искусств. Название "Поэт Анатолий Аврутин" в 2011 году присвоено звезде в созвездии Рака.

## Биография
Родился в семье инженера-железнодорожника Юрия Моисеевича Аврутина. В 1966 году окончил Среднюю школу номер 3 г. Минска им. Героя Советского Союза К. А. Шабана. В 1972 году окончил исторический факультет Белорусского государственного университета. Работал слесарем-инструментальщиком в Минском вагонном депо, педагогом-организатором в домоуправлении № 2 Белорусской железной дороги, литконсультантом газеты «Железнодорожник Беларуси», при которой десять лет (1974—1984) руководил литературным объединением «Магистраль». Позднее — литературный редактор, старший литературный редактор журнала «Служба быту Беларусі», ответственный секретарь и заместитель главного редактора журнала «Салон», главный редактор журнала «Личная жизнь», обозреватель по вопросам культуры газеты «Советская Белоруссия», первый заместитель главного редактора газеты «Белоруссия»[перепроверить], редактор отдела поэзии журнала «Нёман», с декабря 1998 года по настоящее время — главный редактор журнала «Новая Немига литературная». Параллельно, с ноября 2005 по февраль 2008 — первый секретарь Правления Союза писателей Беларуси.

## Творчество
Как поэт дебютировал 18 февраля 1973 года на страницах газеты «Железнодорожник Беларуси».
Первый сборник "Снегопад в июле" увидел свет в 1979 в минском издательстве "Мастацкая літаратура", второй "Поворотный круг" вышел в 1983 году там же. В 1991 г. это же издательство выпустило в свет третью книгу поэта "...От мира сего", а в 1998 г — первое избранное Анатолия Аврутина "По другую сторону дыхания".  Наиболее известные сборники: " Поверуй... Вспомни... Усомнись...", Избранное. Минск, "Технопринт", 2003; "Наедине с молчанием". Серия "Золотое перо", Мн., Мастацкая літаратура, 2007;  "Август в декабре", Санкт-Петербург, издательство "Родные просторы", 2009; "Золото на черни". Избранная лирика. Издательство "Литературный европеец", Франкфурт-на-Майне, 2012; "Времена". Избранное в двух томах, Санкт-Петербург, издательство писателей "Дума", 2013; "Просветление", Книга поэзии. Мн., "Народная асвета", 2016; "Вдали от России". Библиотека лауреатов канадской литературной премии им. Эрнеста Хемингуэя. из-во "Litsvet", Торонто, 2016; "Осенние плачи", Избранное. Серия "Современная русская классика". Москва, "Российский писатель", 2018; "Нестерпимая музыка". Библиотека лауреатов Национальной литературной премии Беларуси. Мн., "Четыре четверти", 2018; "Beeil dich langsamer zu Leben" ("Спешите медленнее жить").Перевод на немецкий. Издательство  Heinrich Dick", Берлин, 2020; "Временная вечность". Избранные произведения. Мн., Мастацкая літаратура", 2022; "Аллегории любви". Переложения., Москва, "Российский писатель", 2023; "Единица горенья", Избранное. Мн., "Харвест", 2023, "С чистого листа". Избранное из избранного. М., "Вест-Консалдинг", 2025 , "Амфора", Переложения. Мн., "Мастацкая литаратура", 2025. Автор книг избранной прозы "Вечное время", Мн., "Беларусь", 2023 и  "О любви ни слова", Мн., "Четыре четверти", 2024, в который наряду с прозаическими произведениями включён одноимённый роман в стихах.
Составитель антологии «Современная русская поэзия Беларуси» (Мн., 2003).
Член редакционных советов журналов «Невский Альманах» (Санкт-Петербург), «Балтика» (Таллин, Эстония), «Дон» (Ростов-на-Дону), «Подъем» (Воронеж), «Волга. XXI век» (Саратов), «Приокские зори» (Тула), «Вертикаль XXI век» (Нижний Новгород).
Публиковался во многих литературных изданиях разных стран. В том числе в "Литературной газете", "Литературной России",  журналах "Москва", "Юность", "Наш современник", "Молодая гвардия", "Отечественные записки",  "Роман газета", "Родная Ладога", "Нева", "Аврора", "Невский альманах", "Сибирские огни",  "Сибирь", "Алтай", "Север", "Подъем", "Дон", "Полярная звезда", "День литературы", "Волга", "Вертикаль", ежегоднике "День поэзии" (все — Россия), "Новый журнал" (США), "Грани" (Франция),  "Литературный европеец", "Мосты", "Плавучий мост" (все — Германия), "Новый свет" (Канада), "Витражи" (Австралия), "Знаки" (Болгария), "Пражский Парнас" (Чехия). Единственный из поэтов постсоветского пространства включён в четырёхтомную антологию "100 лет русской зарубежной поэзии" (Франкфурт-на-Майне, Германия, 2017)
Переводит стихи с белорусского и других языков. Перевёл на русский язык отдельные произведения Овидия, Горация, Катулла, Вергилия, Бодлера, Сапфо, Лорки, Рембо, Борхеса, М. Богдановича, Я. Купалы, Я. Коласа, М. Танка, М. Башлакова, М. Метлицкого,  Е. Янищиц, М. Шабовича, книгу поэзии заслуженного деятеля культуры РБ Михася Позднякова "Полонез". Активно работает над переводами произведений поэтов Дагестана, перевёл на русский язык поэму Расула Гамзатова "Патимат", перевод опубликован в "Литературной газете", юбилейном десятитомнике классика аварской литературы и ежегоднике "День поэзии. XXI век". В переводе Анатолия Аврутина вышли в свет сборники поэзии Х. Асадулаева «Проблески таинства» и «Эхо корней» (с каратинского), книги избранного народного поэта Дагестана Магомеда Ахмедова «Одинокий остров» и "Письмена" (с аварского), сборник Владика Батманова "Орлиное гнездо" (с лезгинского), книги поэзии Рагима Рахмана "Арба века" (с табасаранского), народной поэтессы Дагестана Сувайнат (Сувайнат Кюребековой-Исрафиловой) "Опустевший кувшин" (с табасаранского) и народного писателя Северной Осетии Эльбруса Скодтаева "На перевале" (с дигорского), сборник Ганада Чарказяна "У обрыва" (с курдского) и др. Книга Магомеда Ахмедова "Письмена" в переводе Анатолия Аврутина признана Советом по поэзии Союза писателей России лучшей поэтической книгой 2022 года, а сборник Х. Асадулаева "Эхо корней", переведённый на русский язык Анатолием Аврутиным, отмечен Государственной премией Дагестана имени Расула Гамзатова.За переведенную А. Аврутиным книгу "Орлиное гнездо" Владику Батманову присуждена Государственная премия Дагестана имени Сулеймана Стальского.
В качестве журналиста выпустил две книжки очерков в серии «Учащимся о профессиях: Радиотехник», Мн., «Народная асвета», 1980 и «Машинист», Мн., «Народная асвета», 1983, а также научно-популярную брошюру «Любовные снадобья», Мн., «Красико», 1992.
Лауреат ряда общественных наград и премий, среди которых Международные литературные премии  им. Анны Ахматовой и "Славянские объятия" (Болгария), им. Э. Хемингуэя (Канада), "Литературный европеец" (Германия), им. К. Бальмонта (Австралия), им. Басё (Япония), им. Роберта Бёрнса (Шотландия), им. Франческо Петрарки (Италия), Международная литературная премия мира (Германия), премии им. Иннокентия Анненского, им. Сергея Есенина "О Русь, взмахни крылами", "Золотое перо Руси", им. Бориса Корнилова "На встречу дня", им. Николая Лескова (все — Россия), им. Николая Гоголя и им. Григория Сковороды "Сад божественных песен" (обе — Украина), Общественная премия Союзного государства,  общественный орден "Трудовая слава России", ордена Лермонтова, Маяковского, Есенина (дважды), "За благородство помыслов и дел" (все — Россия), "Культурное наследие" (Венгрия), "Золотая Есенинская медаль" — всего свыше пятидесяти литературных премий и столько же наград. Отмечен также высшей наградой Министерства информации Беларуси — знаком "Отличник печати Беларуси", высшей наградой Министерства культуры Беларуси — знаком "За вклад в культуру Беларуси", Почётным Знаком профсоюза работников культуры Беларуси.
Награждён Специальным призом Жюри XV Международного Славянского литературного форума «Золотой Витязь» 2024 года — за книгу «Единица горенья» (2023)
О творчестве Аврутина изданы книги:
- «Анатолий Аврутин. Штрихи к творческому портрету», Санкт-Петербург, «Дума», 2003
- «Анатолий Аврутин — судьба и творчество», Минск, «Четыре четверти», 2008.
- М. П. Жигалова «Спешите медленнее жить… А. Ю. Аврутин: жизнь и творчество». Монография. Издательство Брестского государственного технического университета. 2018